# 2002-es labdarúgó-világbajnokság-selejtező (UEFA – 2. csoport)
A 2002-es labdarúgó-világbajnokság európai 2. selejtezőcsoportjának mérkőzéseit, és a csoport végeredményét tartalmazó lapja. A csoportban körmérkőzéses, oda-visszavágós rendszerben játszottak egymással a labdarúgó-válogatottak. A csoportelső automatikus résztvevője lett a 2002-es labdarúgó-világbajnokságnak.
A csoportban Andorra, Ciprus, Észtország, Hollandia, Írország és Portugália szerepelt.
A csoportot Portugália nyerte és kijutott a 2002-es világbajnokságra, a második helyet pedig Írország szerezte meg és pótselejtezőt játszhatott. 

## Tabella
| Hely. | Csapat     | M  | Gy | D | V  | G+ | G– | Gk  | P  | Továbbjutás                             |     | Portugália | Írország | Hollandia | Észtország | Ciprusi Köztársaság | Andorra |
| ----- | ---------- | -- | -- | - | -- | -- | -- | --- | -- | --------------------------------------- | --- | ---------- | -------- | --------- | ---------- | ------------------- | ------- |
| 1.    | Portugália | 10 | 7  | 3 | 0  | 33 | 7  | +26 | 24 | Kijutott a 2002-es világbajnokságra     |     | —          | 1–1      | 2–2       | 5–0        | 6–0                 | 3–0     |
| 2.    | Írország   | 10 | 7  | 3 | 0  | 23 | 5  | +18 | 24 | Továbbjutott az UEFA–AFC pótselejtezőbe |     | 1–1        | —        | 1–0       | 2–0        | 4–0                 | 3–1     |
| 3.    | Hollandia  | 10 | 6  | 2 | 2  | 30 | 9  | +21 | 20 |                                         |     | 0–2        | 2–2      | —         | 5–0        | 4–0                 | 4–0     |
| 4.    | Észtország | 10 | 2  | 2 | 6  | 10 | 26 | −16 | 8  |                                         | 1–3 | 0–2        | 2–4      | —         | 2–2        | 1–0                 |         |
| 5.    | Ciprus     | 10 | 2  | 2 | 6  | 13 | 31 | −18 | 8  |                                         | 1–3 | 0–4        | 0–4      | 2–2       | —          | 5–0                 |         |
| 6.    | Andorra    | 10 | 0  | 0 | 10 | 5  | 36 | −31 | 0  |                                         | 1–7 | 0–3        | 0–5      | 1–2       | 2–3        | —                   |         |

## Mérkőzések
| 2000. augusztus 16. 18:00 UTC+3 |

| Észtország          | 1–0         | Andorra |
| ------------------- | ----------- | ------- |
| Reim 66' (11-esből) | Jegyzőkönyv |         |

| Kadrioru stadion, Tallinn Nézőszám: 1,600 Játékvezető: Zoran Arsić (jugoszláv) |

| 2000. szeptember 2. 17:30 UTC+2 |

| Andorra                  | 2–3         | Ciprus                                           |
| ------------------------ | ----------- | ------------------------------------------------ |
| González 45' I. Lima 52' | Jegyzőkönyv | Konsztantínu 25' (11-esből) 90' Agathokléusz 77' |

| Estadi Comunal, Andorra la Vella Nézőszám: 600 Játékvezető: Ihor Jarmencsuk (ukrán) |

| 2000. szeptember 2. 20:30 UTC+2 |

| Hollandia                     | 2–2         | Írország                     |
| ----------------------------- | ----------- | ---------------------------- |
| Talan 71' Van Bronckhorst 84' | Jegyzőkönyv | Robbie Keane 21' McAteer 65' |

| Amsterdam Arena, Amszterdam Nézőszám: 45,000 Játékvezető: Ľuboš Micheľ (szlovák) |

| 2000. szeptember 3. 17:00 UTC+3 |

| Észtország | 1–3         | Portugália                          |
| ---------- | ----------- | ----------------------------------- |
| Oper 83'   | Jegyzőkönyv | Rui Costa 15' Figo 49' Sá Pinto 57' |

| Kadrioru stadion, Tallinn Nézőszám: 4,700 Játékvezető: Charles Agius (máltai) |

| 2000. október 7. 16:00 UTC+2 |

| Andorra               | 1–2         | Észtország        |
| --------------------- | ----------- | ----------------- |
| Ruiz 90+1' (11-esből) | Jegyzőkönyv | Reim 55' Oper 65' |

| Estadi Comunal, Andorra la Vella Nézőszám: 650 Játékvezető: Dani Koren (izraeli) |

| 2000. október 7. 20:30 UTC+3 |

| Ciprus | 0–4         | Hollandia                                 |
| ------ | ----------- | ----------------------------------------- |
|        | Jegyzőkönyv | Seedorf 69' 78' Overmars 82' Kluivert 90' |

| GSP stadion, Nicosia Nézőszám: 10,250 Játékvezető: Graziano Cesari (olasz) |

| 2000. október 7. 21:00 UTC+1 |

| Portugália    | 1–1         | Írország    |
| ------------- | ----------- | ----------- |
| Conceição 57' | Jegyzőkönyv | Holland 73' |

| Estádio da Luz, Lisszabon Nézőszám: 43,500 Játékvezető: Atanasz Uzunov (bolgár) |

| 2000. október 11. 19:30 UTC+1 |

| Írország               | 2–0         | Észtország |
| ---------------------- | ----------- | ---------- |
| Kinsella 25' Dunne 51' | Jegyzőkönyv |            |

| Lansdowne Road, Dublin Nézőszám: 34,962 Játékvezető: Terje Hauge (norvég) |

| 2000. október 11. 20:30 UTC+2 |

| Hollandia | 0–2         | Portugália                |
| --------- | ----------- | ------------------------- |
|           | Jegyzőkönyv | Conceição 11' Pauleta 44' |

| De Kuip, Rotterdam Nézőszám: 44,620 Játékvezető: Graham Poll (angol) |

| 2000. november 15. 19:00 UTC+2 |

| Ciprus                                                                  | 5–0         | Andorra |
| ----------------------------------------------------------------------- | ----------- | ------- |
| Okász 10' 18' Agathokléusz 43' Hrisztodúlu 73' Špoljarić 90' (11-esből) | Jegyzőkönyv |         |

| Tsirion stadion, Limassol Nézőszám: 1,193 Játékvezető: Sten Johanzon (svéd) |

| 2001. február 28. 21:00 UTC |

| Portugália              | 3–0         | Andorra |
| ----------------------- | ----------- | ------- |
| Figo 1' 49' Pauleta 36' | Jegyzőkönyv |         |

| Estádio dos Barreiros, Funchal Nézőszám: 9,000 Játékvezető: Paul Allaerts (belga) |

| 2001. március 24. 20:00 UTC+2 |

| Ciprus | 0–4         | Írország                                            |
| ------ | ----------- | --------------------------------------------------- |
|        | Jegyzőkönyv | Roy Keane 32' 88' Harte 42' (11-esből) G. Kelly 80' |

| GSP stadion, Nicosia Nézőszám: 8,854 Játékvezető: Frank De Bleeckere (belga) |

| 2001. március 24. 20:30 UTC+1 |

| Andorra | 0–5         | Hollandia                                                        |
| ------- | ----------- | ---------------------------------------------------------------- |
|         | Jegyzőkönyv | Kluivert 9' Hasselbaink 36' Van Hooijdonk 61' 70' Van Bommel 84' |

| Mini Estadi, Barcelona Nézőszám: 3,823 Játékvezető: Edo Trivković (horvát) |

| 2001. március 28. 18:30 UTC+2 |

| Andorra | 0–3         | Írország                                     |
| ------- | ----------- | -------------------------------------------- |
|         | Jegyzőkönyv | Harte 33' (11-esből) Kilbane 76' Holland 80' |

| Mini Estadi, Barcelona Nézőszám: 5,000 Játékvezető: Ihor Iscsenko (ukrán) |

| 2001. március 28. 19:00 UTC+3 |

| Ciprus                     | 2–2         | Észtország              |
| -------------------------- | ----------- | ----------------------- |
| Konsztantínu 47' Okász 64' | Jegyzőkönyv | Kristal 76' Piiroja 78' |

| Tsirion stadion, Limassol Nézőszám: 3,000 Játékvezető: Tomasz Mikulski (lengyel) |

| 2001. március 28. 21:00 UTC+1 |

| Portugália                        | 2–2         | Hollandia                               |
| --------------------------------- | ----------- | --------------------------------------- |
| Pauleta 83' Figo 90+1' (11-esből) | Jegyzőkönyv | Hasselbaink 18' (11-esből) Kluivert 48' |

| Estádio das Antas, Porto Nézőszám: 42,164 Játékvezető: Urs Meier (svájci) |

| 2001. április 25. 19:00 UTC+1 |

| Írország                           | 3–1         | Andorra  |
| ---------------------------------- | ----------- | -------- |
| Kilbane 33' Kinsella 36' Breen 73' | Jegyzőkönyv | Lima 31' |

| Lansdowne Road, Dublin Nézőszám: 35,000 Játékvezető: Kristinn Jakobsson (izlandi) |

| 2001. április 25. 20:30 UTC+2 |

| Hollandia                                                    | 4–0         | Ciprus |
| ------------------------------------------------------------ | ----------- | ------ |
| Hasselbaink 29' Overmars 35' Kluivert 44' Van Nistelrooy 81' | Jegyzőkönyv |        |

| Philips Stadion, Eindhoven Nézőszám: 31,000 Játékvezető: Jurij Baszkakov (orosz) |

| 2001. június 2. 15:00 UTC+1 |

| Írország      | 1–1         | Portugália |
| ------------- | ----------- | ---------- |
| Roy Keane 68' | Jegyzőkönyv | Figo 78'   |

| Lansdowne Road, Dublin Nézőszám: 35,000 Játékvezető: Knud Erik Fisker (dán) |

| 2001. június 2. 15:00 UTC+3 |

| Észtország            | 2–4         | Hollandia                                               |
| --------------------- | ----------- | ------------------------------------------------------- |
| Oper 65' Zelinski 76' | Jegyzőkönyv | Piiroja 68' (öngól) Van Nistelrooy 83' 90' Kluivert 90' |

| Lilleküla stadion, Tallinn Nézőszám: 9,323 Játékvezető: Ceri Richards (walesi) |

| 2001. június 6. 18:00 UTC+3 |

| Észtország | 0–2         | Írország             |
| ---------- | ----------- | -------------------- |
|            | Jegyzőkönyv | Dunne 8' Holland 38' |

| Lilleküla stadion, Tallinn Nézőszám: 8,000 Játékvezető: Marian Salomir (román) |

| 2001. június 6. 21:00 UTC+1 |

| Portugália                                         | 6–0         | Ciprus |
| -------------------------------------------------- | ----------- | ------ |
| Pauleta 36' 70' Barbosa 55' 60' João Pinto 76' 81' | Jegyzőkönyv |        |

| Estádio José Alvalade, Lisszabon Nézőszám: 34,500 Játékvezető: Stefano Farina (olasz) |

| 2001. augusztus 15. 21:00 UTC+3 |

| Észtország               | 2–2         | Ciprus               |
| ------------------------ | ----------- | -------------------- |
| Zelinski 51' Novikov 86' | Jegyzőkönyv | Konsztantínu 39' 69' |

| Lilleküla stadion, Tallinn Nézőszám: 5,000 Játékvezető: Oleg Csikun (fehérorosz) |

| 2001. szeptember 1. 15:00 UTC+1 |

| Írország    | 1–0         | Hollandia |
| ----------- | ----------- | --------- |
| McAteer 68' | Jegyzőkönyv |           |

| Lansdowne Road, Dublin Nézőszám: 35,400 Játékvezető: Hellmut Krug (német) |

| 2001. szeptember 1. 22:00 UTC+2 |

| Andorra   | 1–7         | Portugália                                                         |
| --------- | ----------- | ------------------------------------------------------------------ |
| Jonas 42' | Jegyzőkönyv | Nuno Gomes 36' 40' 45' 90' Pauleta 39' Rui Jorge 45' Conceição 58' |

| Camp d'Esports, Lleida Nézőszám: 4,876 Játékvezető: Terje Hauge (norvég) |

| 2001. szeptember 5. 20:30 UTC+2 |

| Hollandia                                                 | 5–0         | Észtország |
| --------------------------------------------------------- | ----------- | ---------- |
| Zenden 16' Van Bommel 26' 39' Cocu 32' Van Nistelrooy 43' | Jegyzőkönyv |            |

| Philips Stadion, Eindhoven Nézőszám: 28,500 Játékvezető: Kírosz Vasszárasz (görög) |

| 2001. szeptember 5. 20:30 UTC+3 |

| Ciprus           | 1–3         | Portugália                               |
| ---------------- | ----------- | ---------------------------------------- |
| Konsztantínu 25' | Jegyzőkönyv | Nuno Gomes 48' Pauleta 64' Conceição 71' |

| Antónisz Papadópulosz stadion, Lárnaka Nézőszám: 2,878 Játékvezető: Karl-Erik Nilsson (svéd) |

| 2001. október 6. 18:00 UTC+1 |

| Portugália                                             | 5–0         | Észtország |
| ------------------------------------------------------ | ----------- | ---------- |
| João Pinto 30' Nuno Gomes 50' 65' Pauleta 59' Figo 80' | Jegyzőkönyv |            |

| Estádio da Luz, Lisszabon Nézőszám: 77,000 Játékvezető: Hartmut Strampe (német) |

| 2001. október 6. 18:00 UTC+1 |

| Írország                                      | 4–0         | Ciprus |
| --------------------------------------------- | ----------- | ------ |
| Harte 3' Quinn 11' Connolly 63' Roy Keane 67' | Jegyzőkönyv |        |

| Lansdowne Road, Dublin Nézőszám: 35,000 Játékvezető: Juan Ansuátegui Roca (spanyol) |

| 2001. október 6. 20:30 UTC+2 |

| Hollandia                                                      | 4–0         | Andorra |
| -------------------------------------------------------------- | ----------- | ------- |
| Van Hooijdonk 3' (11-esből) Seedorf 45' Van Nistelrooy 53' 89' | Jegyzőkönyv |         |

| GelreDome, Arnhem Nézőszám: 20,000 Játékvezető: Orhan Erdemir (török) |

## Góllövőlista
| 8 gólos - Pauleta 7 gólos - Nuno Gomes 6 gólos - Mihálisz Konsztantínu - Ruud van Nistelrooy - Luís Figo 5 gólos - Patrick Kluivert 4 gólos - Roy Keane - Sérgio Conceição 3 gólos - Joánisz Okász - Andres Oper - Ian Harte - Matt Holland - Jimmy Floyd Hasselbaink - Clarence Seedorf - Mark van Bommel - Pierre van Hooijdonk - João Vieira Pinto 2 gólos - Ildefons Lima - Máriosz Agathokléusz - Martin Reim - Indrek Zelinski - Richard Dunne - Kevin Kilbane - Mark Kinsella - Jason McAteer - Marc Overmars - Pedro Barbosa | 1 gólos - Emiliano González Arqués - Roberto Jonas - Justo Ruiz - Máriosz Hrisztodúlu - Milenko Špoljarić - Marko Kristal - Jevgeni Novikov - Raio Piiroja - Gary Breen - David Connolly - Robbie Keane - Gary Kelly - Niall Quinn - Phillip Cocu - Jeffrey Talan - Giovanni van Bronckhorst - Boudewijn Zenden - Rui Jorge - Manuel Rui Costa - Ricardo Sá Pinto 1 öngólos - Raio Piiroja (Hollandia ellen) |